# LPGA Tour 2009
Navigation
Édition précédente Édition suivante
Le LPGA Tour 2009 est la soixantième édition du Ladies Professional Golf Association Tour (LPGA), circuit professionnel féminin de golf, qui se déroule du 24 janvier 2009 au 23 novembre 2009. Axée sur les États-Unis, la LPGA prend en compte également des tournois qui se déroulent hors des frontières américaines, ainsi cette saison voit des tournois programmés en Thaïlande, à Singapour, au Mexique, en France, en Angleterre, au Canada, en Corée du Sud et au Japon. Cette soixantième édition de ce circuit permet de proposer un certain nombre de tournois professionnels destinés aux femmes en dehors des compétitions amateurs. La volonté de la professionnalisation des golfeuses leur permet désormais de gagner de l'argent en jouant au golf.
Cette saison comporte vingt-huit tournois, soit neuf de moins qu'en 2008, auxquels sont insérées des dotations financières en fonction du résultat de la golfeuse. Quatre de ces tournois sont considérés comme « tournoi majeur » - le Championnat Kraft Nabisco, le Championnat de la LPGA, l'Open américain et l'Open britannique - et sont considérés comme les plus prestigieux et difficiles à remporter.
La Mexicaine Lorena Ochoa est désignée « Joueuse de l'année de la LPGA » (« Player of the Year ») pour la quatrième fois de sa carrière. Le classement des gains est, quant à lui, remporté par la Sud-Coréenne Jiyai Shin avec un montant de 1 807 334 $ de gains en gagnant trois victoires mais aucun tournoi majeur. Les quatre tournois majeurs sont remportés par Brittany Lincicome (Championnat Kraft Nabisco), la Suédoise Anna Nordqvist (Championnat de la LPGA), la Sud-Coréenne Eun-Hee Ji (Open américain) et l'Écossaise Catriona Matthew (Open britannique). Enfin, le « Trophée Vare » récompensant la golfeuse ayant la moyenne de score la plus basse de la saison est également remporté par Lorena Ochoa pour la quatrième fois.

## Histoire
Pour l'organisation de cette soixantième édition, la majorité des tournois se disputent aux États-Unis mais quatre tournois sont programmés hors des États-Unis. Comme la saison précédente, la LPGA décide d'organiser des tournois hors des frontières des États-Unis avec la tenue de tournois programmés en Thaïlande, à Singapour, au Mexique, en France, en Angleterre, au Canada, en Corée du Sud et au Japon. La majorité des joueuses sont des golfeuses principalement américaines professionnelles et amateures mais la LPGA intègre depuis quelques années des golfeuses étrangères. Le calendrier fait débuter la saison par le tournoi « SBS Open at Turtle Bay » remporté par la Suédoise Angela Stanford. Au cours de cette saison, les non-américaines sont aussi nombreuses que les Américaines à remporter les tournois.
La Mexicaine Lorena Ochoa est désignée « Joueuse de l'année de la LPGA » (« Player of the Year ») pour la quatrième fois de sa carrière. Le classement des gains est, quant à lui, remporté par la Sud-Coréenne Jiyai Shin avec un montant de 1 807 334 $ de gains en gagnant trois victoires mais aucun tournoi majeur. Les quatre tournois majeurs sont remportés par Brittany Lincicome (Championnat Kraft Nabisco), la Suédoise Anna Nordqvist (Championnat de la LPGA), la Sud-Coréenne Eun-Hee Ji (Open américain) et l'Écossaise Catriona Matthew (Open britannique).

## Participantes à la saison LPGA 2009
Les participantes ont deux statuts. Certaines sont devenues professionnelles mais de nombreuses amateures prennent également part aux tournois sans toutefois pouvoir recevoir le montant des gains en raison de leur statut.
| Participantes    | Participantes    | Participantes    | Participantes    | Participantes    |
| Professionnelles | Professionnelles | Professionnelles | Professionnelles | Professionnelles |
| ---------------- | ---------------- | ---------------- | ---------------- | ---------------- |
| Na-yeon Choi     | Paula Creamer    | Sophie Gustafson | Hee-won Han      | Mi-jung Hur      |
| Eun-Hee Ji       | Cristie Kerr     | In-Kyung Kim     | Song-Hee Kim     | Katherine Kirk   |
| Candie Kung      | Brittany Lang    | Seon-hwa Lee     | Catriona Matthew | Kristy McPherson |
| Ai Miyazato      | Anna Nordqvist   | Lorena Ochoa     | Ji-young Oh      | Se Ri Pak        |
| Suzann Pettersen | Morgan Pressel   | Jiyai Shin       | Angela Stanford  | Yani Tseng       |
| Karrie Webb      | Michelle Wie     | Lindsey Wright   | Sun-young Yoo    |                  |

## Classements saison 2009

### Tableau des gains («Money list»)
Le tableau ci-dessous est le classement des golfeuses par gains obtenus sur cette saison 2009. Le classement par gains est remporté par la Sud-Coréenne Jiyai Shin avec 1 807 334 $ remportés.
| Cla. | Golfeuses        | Gains       | Victoires |
| ---- | ---------------- | ----------- | --------- |
| 1    | Jiyai Shin       | 1 807 334 $ |           |
| 2    | Cristie Kerr     | 1 519 722 $ |           |
| 3    | Ai Miyazato      | 1 517 149 $ |           |
| 4    | Lorena Ochoa     | 1 489 395 $ |           |
| 5    | Suzann Pettersen | 1 369 717 $ |           |
| 6    | Na-yeon Choi     | 1 341 078 $ |           |
| 7    | Yani Tseng       | 1 293 755 $ |           |
| 8    | In-Kyung Kim     | 1 238 396 $ |           |
| 9    | Paula Creamer    | 1 151 864 $ |           |
| 10   | Angela Stanford  | 1 081 916 $ |           |
| 11   | Song-Hee Kim     | 1 032 031 $ |           |
| 12   | Karrie Webb      | 968 098 $   |           |
| 13   | Eun-Hee Ji       | 937 284 $   |           |
| 14   | Michelle Wie     | 918 659 $   |           |
| 15   | Anna Nordqvist   | 871 785 $   |           |

### Trophée Vare («Vare Trophy»)
Le tableau ci-dessous est le classement des golfeuses par scores les plus bas sur cette saison 2009.
| Cla. | Golfeuses    | Moyenne |
| ---- | ------------ | ------- |
| 1    | Lorena Ochoa |         |